# Етнарх
Етнарх — титул правителя у античні часи. Слово походить від двох грецьких слів грец. έθνος (ethnós, етнос) — народ та грец. αρχων (archós, архос) — правитель. εθνάρχης — Правитель народу.

За Йосипом Флавієм імператор Октавіан Август призначив Ірода Архелая, син Ірода I і його четвертої дружини, самаритянки Малтаке не царем як було вказано у заповіті, а лише етнархом. Він також пообіцяв призначити його царем, коли той заслужить це звання.
В Візантії цей титул відповідав командуючому групою іноземних найманців (варварів), які охороняли візантійського імператора. Пізніше, в  Османської Імперії, етнарх — представник малих національних і релігійних груп (євреїв, християн), дозволений до спілкування з владою, для представлення інтересів цих меншин.